# إكثار دقيق

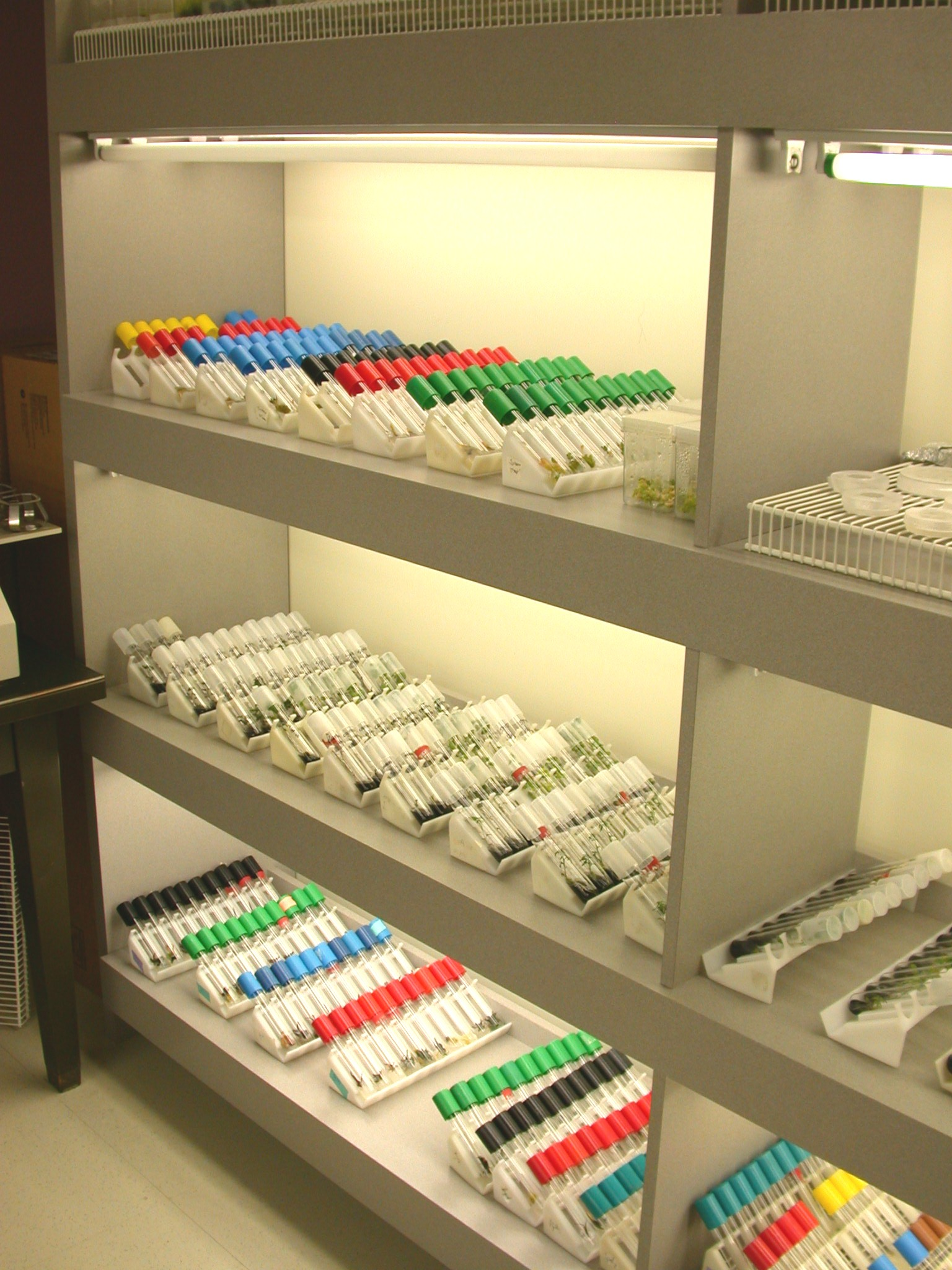

الإكثار الدقيق هو عملية المضاعفة السريعة للنبات الأصل لإنتاج العديد من النباتات، باستخدام طرق زراعة الأنسجة النباتية.
يستخدم الإكثار الدقيق لمضاعفة النباتات المعدلة وراثياً أو الخاضعة لأساليب التربية (التحسين النباتي) التقليدية. ويستخدم أيضاً لإنتاج عدد كافٍ من الشتلات الصغيرة للزراعة من النبات الأصل الذي لا ينتج بذوراً، أو لا يستجيب جيداً للتكاثر الخضري.
كان عالم النبات في جامعة كورنيل، فريدريك كامبيون ستيوارد، أول من اكتشف واستخدم الإكثار الدقيق وزراعة الأنسجة النباتية في أواخر خمسينيات وبداية ستينيات القرن الماضي.

## الخطوات
باختصار، تقسم خطوات الإكثار الدقيق إلى أربع مراحل:
1. اختيار النبات الأم
2. المضاعفة
3. التجذير والأقلمة
4. نقل النباتات الجديدة إلى التربة

### التأسيس
يبدأ الإكثار الدقيق باختيار المادة النباتية المُراد إكثارها. تُزال الأنسجة النباتية من نبات سليم ضمن ظروف معقمة. المواد الأصل النظيفة والخالية من الفيروسات والفطريات مهمة في إنتاج نباتات تتمتع بالصحة المثلى. بعد اختيار المادة النباتية المُراد إكثارها، تبدأ مجموعة من عمليات الازدراع وتعتمد على نوع النسيج المُراد استخدامه، من قمم ميرستيمية ومياسم وبتلات وحبوب طلع وأنسجة نباتية أخرى. تُطهر بعدها مادة الازدراع سطحياً، وعادة عن طريق الغسل عدة مرات بالكحول أو محاليل هيبوكلوريت الصوديوم أو محاليل الماء الأوكسجيني، ثم تُغسل بماء معقم. يوضع هذا المقدار الصغير من النسيج النباتي، والذي يكون أحياناً خلية واحدة فحسب، في بيئة غذائية، تحتوي بشكل نموذجي على السكروز كمصدر للطاقة ومنظم نمو نباتي (هرمون نباتي) واحد أو أكثر. يُستخدم الأغار عادة لزيادة صلابة البيئة لتصبح على شكل جلاتين وهذا ما يدعم الأجزاء النباتية المُزدرعة أثناء نموها. يمكن تنمية بعض النباتات بسهولة على بيئات غذائية بسيطة، ولكن يتطلب بعضها بيئات أكثر تعقيداً لينمو بنجاح؛ ينمو النسيج النباتي ويتمايز إلى أنسجة جديدة وذلك تبعاً للبيئة. مثلاً، تُستخدم البيئات التي تحتوي على السيتوكينين لإعطاء فروع متشعبة من البراعم النباتية.

### المضاعفة
أخذ عينات نسيجية أُنتِجت في المرحلة الأولى وزيادة عددها. بعد نجاح عملية الازدراع ونمو النسيج النباتي، تُجرى عملية التضاعف بعد مرحلة التأسيس. يمكن بعد دورات متكررة من هذه العملية زيادة عدد عينة من جزء نباتي مُزدرَع واحد إلى مئات وآلاف النباتات. اعتماداً على نوع النسيج المزروع، قد ينطوي التضاعف على طرقٍ وبيئات غذائية مختلفة. إذا كانت المادة النباتية المزروعة من أنسجة الكالوس، يمكن وضعها في خلاط وتقطيعها إلى أجزاء صغيرة وإعادة زراعتها على نوع البيئة الغذائية ذاته لإعطاء المزيد من نسيج الكالوس. إذا كان النسيج المزروع هو شتلات صغيرة، تضاف الهرمونات عادة إلى الشتلات الصغيرة لتعطي العديد من التفرعات الجانبية. بعد تشكل العديد من الفروع، تُنقل تلك الفروع إلى بيئة تجذير تمتلك نسبة أوكسين/سيتوكينين مرتفعة. بعد تطور الجذور، يمكن استخدام الشتول الصغيرة ونقلها إلى مرحلة التحضير للزراعة في البيئة الطبيعية.

### مرحلة ما قبل الزرع
تتضمن هذه المرحلة معالجة الشتلات الصغيرة أو الفروع المنتجة لتحريض نمو الجذر و «التقوية». تجرى هذه العملية ضمن الزجاج أو ضمن ظروف عقيمة داخل أنبوب اختبار. تشير عملية «التقوية» إلى تحضير النباتات لبيئة نمو طبيعية. حتى هذه المرحلة، كانت الشتلات الصغيرة تنمو في ظروف «مثالية» مصممة لتحريض النمو السريع. ونظراً إلى أن نضجها حدث ضمن ظروف بيئية اصطناعية، فإن الشتول الصغيرة غالباً ليس لها أغطية جلدية مكتملة الوظيفة. وهذا يجعلها شديدة الحساسية للإصابة بالأمراض، وتكون كفاءة استخدامها للماء والطاقة ضعيفة. تكون الظروف ضمن الزجاج عالية الرطوبة، والنباتات التي تنمو تحت هذه الظروف لا تطور غالباً بشرة ولا مساماً تقيها من الجفاف. تحتاج الشتول الصغيرة عند إخراجها من المزرعة وقتاً للتكيف مع الظروف البيئية الطبيعية.
تنطوي التقوية بشكل نموذجي على قطع الشتول الصغيرة تدرجياً عن البيئة عالية الرطوبة، وضعيفة الإضاءة، والدافئة، ونقلها إلى ما يُعتبر بيئة طبيعية لنمو الأصناف المعنية.

### النقل من المزرعة
في المرحلة الأخيرة للإكثار الدقيق، تؤخذ الشتول الصغيرة من الوسائط النباتية وتُنقل إلى التربة أو (بشكل أشيع) إلى تربة الأصُص لتتابع نموها بالوسائل التقليدية.
تُدمج هذه المرحلة غالباً مع مرحلة ما قبل الزرع.

## الإيجابيات
يتميز الإكثار الدقيق عن تقنيات الإكثار النباتي التقليدية بعدد من الإيجابيات:
- الميزة الرئيسة للإكثار الدقيق هي إنتاج العديد من النباتات المستنسخة عن بعضها البعض.
- يستخدم الإكثار الدقيق لإنتاج نباتات خالية من الأمراض.
- تمتاز طريقة الإكثار الدقيق بمعدل خصوبة عالٍ فريد وتنتج آلافاً من أجزاء الإكثار النباتية، بينما قد تنتج الوسائل التقليدية جزءاً بسيطاً من هذا الرقم.
- إنها الطريقة الوحيدة القابلة للتطبيق من أجل مضاعفة الخلايا المعدلة وراثياً أو الخلايا بعد التحام البروتوبلاست.
- يفيد في مضاعفة النباتات التي تنتج بذوراً بكميات غير اقتصادية، أو عندما تكون النباتات عقيمة ولا تنتج بذوراً حية أو عندما يتعذر تخزين البذور (انظر البذور غير القابلة للإنبات بعد التخزين).
- ينتج الإكثار الدقيق عادة نباتات أكثر قوة، وهذا ما يؤدي إلى نمو أكثر سرعة من النباتات المشابهة المُنتَجة بالوسائل التقليدية مثل البذور أو العُقَل.
- تُنتَج بعض النباتات ذات البذور الصغيرة جداً، بما في ذلك معظم الأوركيدات، بالشكل الأمثل من البذرة في مزرعة عقيمة.
- يمكن إنتاج عدد كبير من النباتات في المتر المربع الواحد ويمكن تخزين أجزاء الإكثار النباتي لفترات أطول وفي مساحة أصغر.

## السلبيات
قد لا يكون الإكثار الدقيق دائما الوسيلة المثالية لمضاعفة النباتات. ومن الظروف التي تحد من استخدامها:
- مكلفة جدا وقد تتجاوز تكلفة اليد العاملة أكثر من 70%.
- تُجرى الزراعة الأحادية بعد الإكثار الدقيق، وهذا ما يؤدي إلى نقص في المقاومة للأمراض عموماً، لأن كل النباتات الناتجة عن النبات الأصل قد تكون عرضة للإصابة المرضية ذاتها.
- يمكن للعينة النباتية المريضة أن تنتج نسلًا مصابًا. لكن هذا غير شائع لأن النباتات الأصل تُفحص بعناية لمنع إكثار نباتات مصابة بعدوى فيروسية أو فطرية.
- ليست كل النباتات قابلة للخضوع لزراعة الأنسجة بنجاح غالباً، بسبب عدم معرفة الوسط الملائم للنمو أو لأن النباتات تنتج مواد استقلابية ثانوية تعيق نمو أو تقتل المواد المُزدَرعة.
- أحيانا لا تكون النباتات أو الأصناف المستنبتة ذات مواصفات متوافقة مع مواصفات الصنف بعد زرعها نسيجياً. يعتمد ذلك غالباً على نوع مادة الزراعة المستخدمة خلال مرحلة البدء أو نتيجة لعمر الخلية أو سلالة أجزاء الإكثار النباتي.
- من الصعب تطهير بعض النباتات من المتعضيات الفطرية.
- العائق الأكبر في استخدام الإكثار الدقيق للعديد من النباتات هو تكلفة الإنتاج، فيمكن في العديد من النباتات استخدام البذور، التي تكون بشكل طبيعي خالية من الأمراض وتُنتج بأعداد جيدة، وقادرة على الانتاش وإعطاء نباتات (البذور التقليدية) بأعداد جيدة وبتكاليف منخفضة. لهذا السبب لا يستخدم العديد من مربي النبات الإكثار الدقيق لأن التكلفة تشكل عائقاً، ويستخدمه مربون آخرون لإنتاج النباتات الأصل التي تستخدم لاحقاً في إكثار البذار.
- مكننة هذه العملية قد تقلل من تكاليف اليد العاملة، لكنها أثبتت صعوبة في التطبيق، رغم المحاولات الحثيثة لتطوير حلول تكنولوجية.